# Squilli al tramonto
Squilli al tramonto (Bugles in the Afternoon) è un film del 1952 diretto da Roy Rowland.
È un film western statunitense con Ray Milland, Helena Carter e Hugh Marlowe. La storia presenta anche la battaglia del Little Big Horn. È basato sul romanzo del 1944 Bugles in the Afternoon di Ernest Haycox.

## Produzione
Il film, diretto da Roy Rowland su sceneggiatura di Daniel Mainwaring e Harry Brown con il soggetto di Ernest Haycox (autore del romanzo), fu prodotto da William Cagney per la Warner Bros. tramite la William Cagney Productions e girato nello Utah (nelle località di Aspen Mirror Lake, Strawberry Valley, Kanab Canyon e nel Kanab Movie Ranch) e, per le scene del forte, nel Warner Ranch in California. Alcune scene furono editate da La storia del generale Custer. La produzione consultò la Association of American Indian Affairs di New York per la descrizione dei nativi americani nel film.

## Distribuzione
Il film fu distribuito con il titolo Bugles in the Afternoon negli Stati Uniti dal 4 marzo 1952 (première a New York) al cinema dalla Warner Bros.
Altre distribuzioni:
- in Finlandia il 21 novembre 1952 (Uljas ratsuväki)
- in Svezia il 7 aprile 1953 (Trumpeter i skymningen)
- in Danimarca il 22 aprile 1953 (Når kamphornet gjalder)
- in Giappone il 13 maggio 1953
- in Portogallo il 12 giugno 1953 (Toque de Clarim)
- in Turchia nell'ottobre del 1954 (Dakota Fedaileri)
- in Germania Ovest l'8 ottobre 1954 (Die schwarzen Reiter von Dakota)
- in Austria nel gennaio del 1955 (Die schwarzen Reiter von Dakota)
- in Spagna il 3 giugno 1955 (El último baluarte)
- in Francia (Les clairons sonnent la charge)
- in Brasile (O Último Baluarte)
- in Grecia (Oi salpinges tis ekdikiseos)
- in Italia (Squilli al tramonto)

## Critica
Secondo il Morandini il film è un "western tradizionale con tutte le carte in regola, ma la partita è giocata senza genio".

## Promozione
La tagline è: "WHEN FLAMING ARROWS WERE THE SCOURGE OF THE DAKOTA TERRITORY!".